# سی‌بی‌اس فاکس
سی‌بی‌اس فاکس (انگلیسی: CBS Fox) شرکت رسانه‌ای آمریکایی است، که در سال ۱۹۸۲ تأسیس شد.